# Медій I
Медій I (грец. Mήδειoς; д/н — бл. 370 до н. е.) — тетрарх Лариси близько 395—370 роках до н. е.

## Життєпис
Походив з роду Алевадів. Про баткьів та інших предків обмаль відомостей. Посів владу в Ларисі після смерті Арістіппа близько 395 року до н. е. Продовжив боротьбу з Лікофроном I, тираном Фер, якому вправно протистояв. В результаті до 390 року до н. е. відновив потугу й вплив Алевадів в Фессалії.
Намагався отримати посаду тагоса (верховного вождя) Фессалійського союзу. Зміг приборкати Скопадів з Краннона, різні невеличкі держави. Але йому не поступились міста Фарсал і Фери. Ймовірно саме Медій близько 391 року до н. е. допоміг Амінті III повалити царя Аргея II та повернути владу над Македонією.
Близько 380 року до н. е. починається нове протистояння з Ферами, на чолі яких постав Ясон. Перебіг подій достеменно невідомий, але Медій вимушений був у 375 році до н. е. скоритися Ясонові, якого було обрано тагосом. Помер Медій I 370 року до н. е.

## Родина
Про його синів нічого невідомо, але можливо тому що вони через кілька місяців після смерті Медія I загинули або були вигнані внаслідок нападу Поліфрона, нового тагоса. Напевне владу повернули вже онуки — Сімос II і його брат — в 364 році до н. е. Ще один онук Медій став навархом царів Македонії Олександра III і Антигона I. Напевне онукою Медія чи іншою родичкою була Філіна, дружина Філіппа II, царя Македонії.